# Adiàfora
Adiàfora (plural d'adiàfor, en grec clàssic ἀδιάφορα, la negació de διάφορα, diferència, en el sentit de "no diferenciable", "indiferent") és el conjunt de realitats que queden fora del camp de l'ètica, les que no poden ser jutjades en si mateixes com a bones o dolentes, a diferència de la virtut (agathá) o el vici (kaká). El terme va ser encunyat pels estoics i va ser recollit pel cristianisme, en el sentit que un mateix acte pot ser considerat pecat o no segons la intenció que l'acompanya.
A l'estoïcisme adiàfora indica accions que la moral ni obliga ni prohibeix fer-les. En el context de l'estoïcisme adiàfora es tradueix sovint com indiferència.
Al cinisme adiàfora representa la indiferència envers les vicissituds de la vida.
Al pirronisme, adiàfora indica coses que no poden ser diferenciades lògicament. Al contrari que amb l'estoïcisme, al pirronisme el terme no està lligat a la moral.
Al cristianisme, les adiàfora són qüestions que no es consideren essencials per a la fe, però que són acceptables per als cristians o permeses a l'església. Depèn de cada punt de vista teològic el que sigui considerat com adiàfora.